# Statue Niké
Niké est une sculpture abstraite représentant Niké, la déesse grecque de la victoire, conçue par l'artiste grec Pavlos Angelos Kougioumtzis. Des versions de la statue ont été données à chaque ville hôte des Jeux olympiques depuis 1996.

## Les différentes versions de la statueNiké

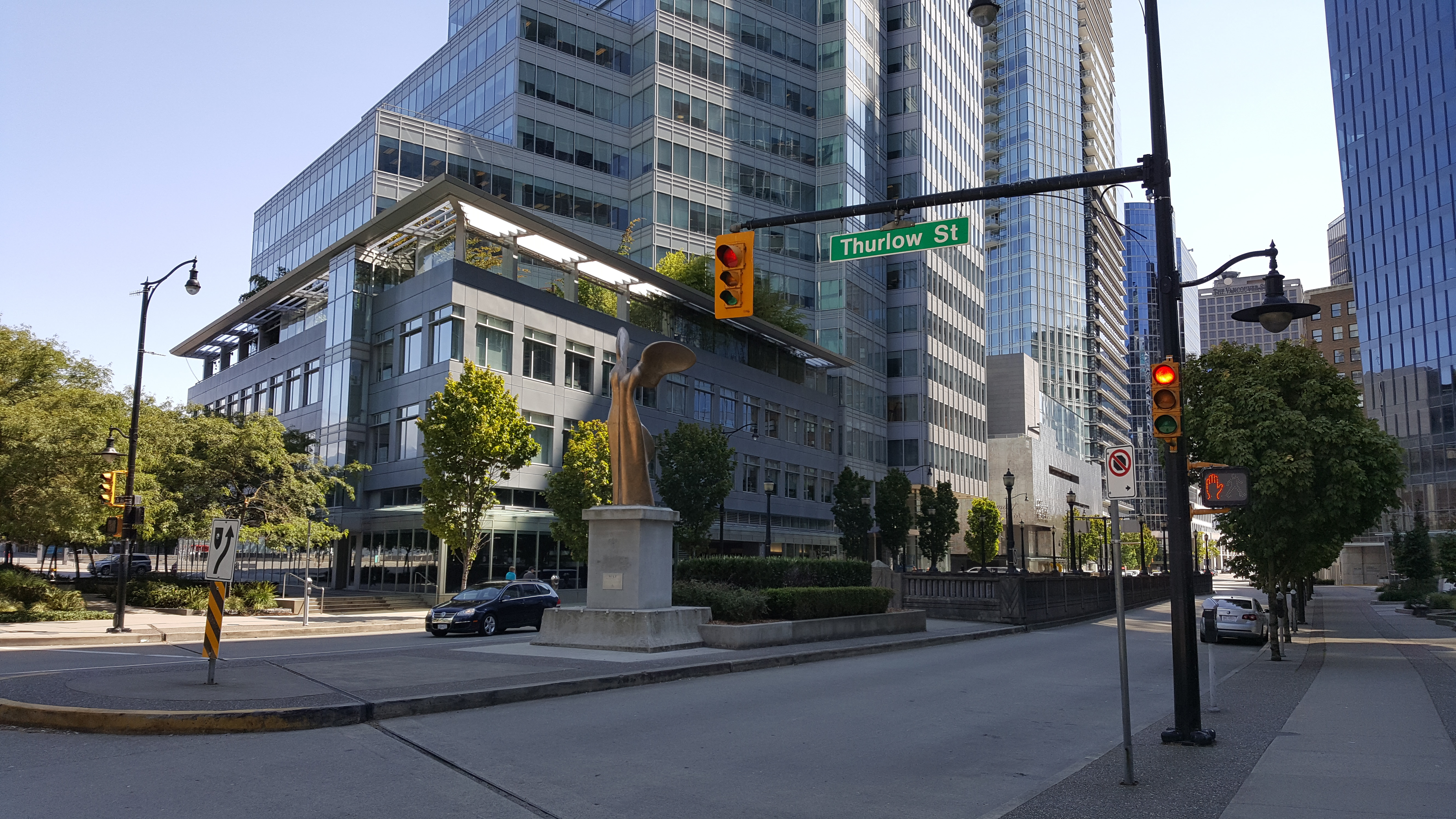
La sculpture de Vancouver en 2016.

Une version de la sculpture en bronze, haute de 3 mètres est installée à l'Académie internationale olympique d'Olympie, en Grèce, en 1995.
Un version de la sculpture en bronze de 3,5 mètres de haut est installée à l'extérieur de l'hôtel de ville d'Atlanta en Géorgie, en 1996,.
Un version en bronze, de 4 mètres de haut est installée à Pékin en Chine en 2008.
La statue de Vancouver est offerte par la ville d'Olympie pour commémorer les Jeux olympiques et paralympiques d'hiver de 2010. Elle est installée sur le terre-plein de la rue Cordova à Thurlow en 2014, après avoir été stocké dans le chantier de la ville pendant quatre ans. La sculpture en bronze mesure 4 mètres de hauteur.
Une version de la statue est installée dans le Royal Arsenal à Woolwich (Londres) en 2012. Elle est également en bronze.